# Liste der Kulturdenkmale im Gebiet Reichenbacher Straße / Freiheitssiedlung
Die Liste der Kulturdenkmale im Gebiet Reichenbacher Straße und Freiheitssiedlung enthält die in der amtlichen Denkmalliste des Landesamtes für Denkmalpflege Sachsen ausgewiesenen Kulturdenkmale im Zwickauer Stadtteil Gebiet Reichenbacher Straße und Freiheitssiedlung.

## Legende
- Bild: Bild des Kulturdenkmals, ggf. zusätzlich mit einem Link zu weiteren Fotos des Kulturdenkmals im Medienarchiv Wikimedia Commons. Wenn man auf das Kamerasymbol klickt, können Fotos zu Kulturdenkmalen aus dieser Liste hochgeladen werden:
- Bezeichnung: Denkmalgeschützte Objekte und ggf. Bauwerksname des Kulturdenkmals
- Lage: Straßenname und Hausnummer oder Flurstücknummer des Kulturdenkmals. Die Grundsortierung der Liste erfolgt nach dieser Adresse. Der Link (Karte) führt zu verschiedenen Kartendiensten mit der Position des Kulturdenkmals. Fehlt dieser Link, wurden die Koordinaten noch nicht eingetragen. Sind diese bekannt, können sie über ein Tool mit einer Kartenansicht einfach nachgetragen werden. In dieser Kartenansicht sind Kulturdenkmale ohne Koordinaten mit einem roten bzw. orangen Marker dargestellt und können durch Verschieben auf die richtige Position in der Karte mit Koordinaten versehen werden. Kulturdenkmale ohne Bild sind an einem blauen bzw. roten Marker erkennbar.
- Datierung: Baubeginn, Fertigstellung, Datum der Erstnennung oder grobe zeitliche Einordnung entsprechend des Eintrags in der sächsischen Denkmaldatenbank
- Beschreibung: Kurzcharakteristik des Kulturdenkmals entsprechend des Eintrags in der sächsischen Denkmaldatenbank, ggf. ergänzt durch die dort nur selten veröffentlichten Erfassungstexte oder zusätzliche Informationen
- ID: Vom Landesamt für Denkmalpflege Sachsen vergebene, das Kulturdenkmal eindeutig identifizierende Objekt-Nummer. Der Link führt zum PDF-Denkmaldokument des Landesamtes für Denkmalpflege Sachsen. Bei ehemaligen Kulturdenkmalen können die Objektnummern unbekannt sein und deshalb fehlen bzw. die Links von aus der Datenbank entfernten Objektnummern ins Leere führen. Ein ggf. vorhandenes Icon  führt zu den Angaben des Kulturdenkmals bei Wikidata.

## Gebiet Reichenbacher Straße / Freiheitssiedlung
| Bild                                    | Bezeichnung                                                                                 | Lage | Datierung    | Beschreibung | ID       |
| --------------------------------------- | ------------------------------------------------------------------------------------------- | --- | ------------ | --- | -------- |
| Direkt Bild zu diesem Denkmal hochladen | Ehemaliges Direktorenwohnhaus des Bürgerschachtes I                                         | Bürgerschachtstraße 3a (Karte) | um 1900      | Letztes original erhaltenes Gebäude der Bergbauanlage von ortsgeschichtlichem Wert. Breit gelagerter zweigeschossiger Bau in Klinkermischbauweise mit erkerartig vorkragendem Gebäudeteil auf Ziegelpfeilern, dieser mit Krüppelwalmdach abschließend, Fassadengestaltung durch Klinkerbänder, über Fenstern bogenförmige Verdachung aus Klinkern, Treppenhausvorbau mit Hauseingang, Sockel Polygonmauerwerk, Fries: Deutsches Band, Fenster erneuert, Satteldach, guter Originalzustand. | 09247698 |
| Direkt Bild zu diesem Denkmal hochladen | Doppelmietshaus                                                                             | Flurstraße 4; 6 (Karte) | 1900 (Nr. 4) | Zeittypischer traditioneller Klinkerbau, von baugeschichtlichem Wert. Beide Häuser bilden einen gemeinsamen Mittelrisalit, der viergeschossig und vierachsig ist, ansonsten dreigeschossig, jedes der beiden Häuser drei Achsen, Rechteckfenster, im Erdgeschoss Segmentbogenfenster, orangeroter Klinker mit gelben Klinkerbändern dekoriert, ebenso das Gurtgesims Klinker mit Zahnschnittfries, im Inneren der Nummer 6 originale Treppenhausausmalung erhalten mit figuralen Darstellungen, aus diesen Gründen bleibt die Nummer 6 in der Denkmalliste, die Nummer 4 muss bei entsprechenden Baumaßnahmen untersucht werden, ob auch in diesem Haus eine originale Treppenhausausmalung vorhanden ist. | 09231114 |
| Weitere Bilder                          | Sachgesamtheit Arbeitersiedlung Maxhütte: 18 Mehrfamilienhäuser (alle Sachgesamtheitsteile) | Maxhütte 1r; 1l; 2r; 2l; 4r; 4l; 5r; 5l; 5a; 5b; 7; 8; 9; 10r; 10l; 12; 13r; 13l; 14r; 14l; 15; 16r; 16l; 17r; 17l; 18r; 18l; 19a; 19r; 19l (Karte) | um 1900      | Sozialgeschichtlicher Wert. - Maxhütte Nummer 3 und 11 – Freifläche (Kriegsschaden), - Maxhütte Nummer 4r und 4l – Doppelwohnhaus, - Flurstücksnummer 973/15 zugehörig Maxhütte Nummer 7, 8 und 9, - Flurstücksnummer 973/86 zugehörig Maxhütte Nummer 10, 11, 12, 13 und 14, - Flurstücksnummer 973/90 zugehörig Maxhütte Nummer 17l und 18, - Flurstücksnummern 973/19 und 973/20 – Wege, - Flurstücksnummern 973/94, 973/13 und 973/18 – Freiflächen. Die Reihenfolge der Hausnummern entspricht der Reihenfolge der dazugehörigen Flurstücksnummern. | 09231534 |
| Direkt Bild zu diesem Denkmal hochladen | Ehem. Kontor und Wohnhaus in offener Bebauung                                               | Maxhütte 21 (Karte) | um 1900      | Traditioneller Klinkerbau um 1900, von baugeschichtlichem Wert. Zweigeschossig, zehn Achsen, roter Klinker, teilweise Fachwerk mit Ziegelausfachung, Segmentbogenfenster (teilweise zugesetzt), Gurtgesims, Lisenengliederung, flach geneigtes Satteldach, der Giebelseite vorgebaut eingeschossiger Anbau in rotem Klinker in gleicher Gestaltung. | 09231780 |
| Direkt Bild zu diesem Denkmal hochladen | Wohnhaus, ursprünglich mit Stallungen, Rest einer alten Ziegelei                            | Reichenbacher Straße 94 (Karte) | 1868         | Bemerkenswerter kleiner Klinkerbau nach Entwurf des Architekten Gotthilf Ludwig Möckel. Eingeschossig, über L-förmigem Grundriss, Satteldach, Erdgeschoss dunkelroter Klinker, Segmentbogenfenster, originale Giebelgestaltung und Gauben, am Kranzgesims Zahnschnittfries, im Inneren Reste der originalen festen Bauausstattung erhalten. | 09231575 |